# Mihovljan (Krapina-Zagorje)
Pour les articles homonymes, voir Mihovljan.
Mihovljan est un village et une municipalité située dans le comitat de Krapina-Zagorje, en Croatie. Au recensement de 2001, la municipalité comptait 2 234 habitants, dont 99,78 % de Croates et le village seul comptait 1 230 habitants.

## Localités
La municipalité de Mihovljan compte 5 localités :
- Frkuljevec Mihovljanski
- Gregurovec
- Kuzminec
- Mihovljan
- Sutinske Toplice